# Ga Banghak
Ga Banghak là ga tàu điện ngầm trên Tuyến 1 hệ thống tàu điện ngầm Seoul. Nhà ga nằm gần văn phòng quận (gu) Dobong-gu ở Seoul.

## Bố trí ga
| ↑ Dobong     |
| \| ２        |
| Chang-dong ↓ |

| 1 | ●Tuyến 1 | ← Hướng đi Uijeongbu · Yangju · Dongducheon · Yeoncheon |
| 2 | ●Tuyến 1 | → Hướng đi Đại học Kwangwoon · Hoegi · Guro · Incheon → |

## Lối thoát
- Lối thoát 1: Trạm cứu hỏa Dobong, trung tâm cộng đồng Banghak 1-dong, trung tâm bảo vệ Banghak 1-dong, bưu điện Banghak, trường tiểu học Obong, chợ Sindobong
- Lối thoát 2: Trung tâm cộng đồng Dobong 2-dong, văn phòng Dobong-gu, trường trung học Dobong, trung tâm bảo vệ Dobong 2-dong, Lotte Mart
- Lối thoát 3: Trung tâm cộng đồng Dobong 2-dong, trạm cứu hỏa Dobong, trường THPT công nghiệp thông tin Dobong, trung tâm cộng đồng Banghak 1-dong, trung tâm bảo vệ Banghak 1-dong, bưu điện Banghak, trường tiểu học Seoul Changdo, trường trung học Changdong, trường THPT Changdong